# Tama Brodzka
Tama Brodzka is een dorp in het Poolse woiwodschap Koejavië-Pommeren, gelegen in de powiat Brodnica. De naam verwijst naar een dam in de rivier Skarlanka (zie foto).

## Verkeer en vervoer

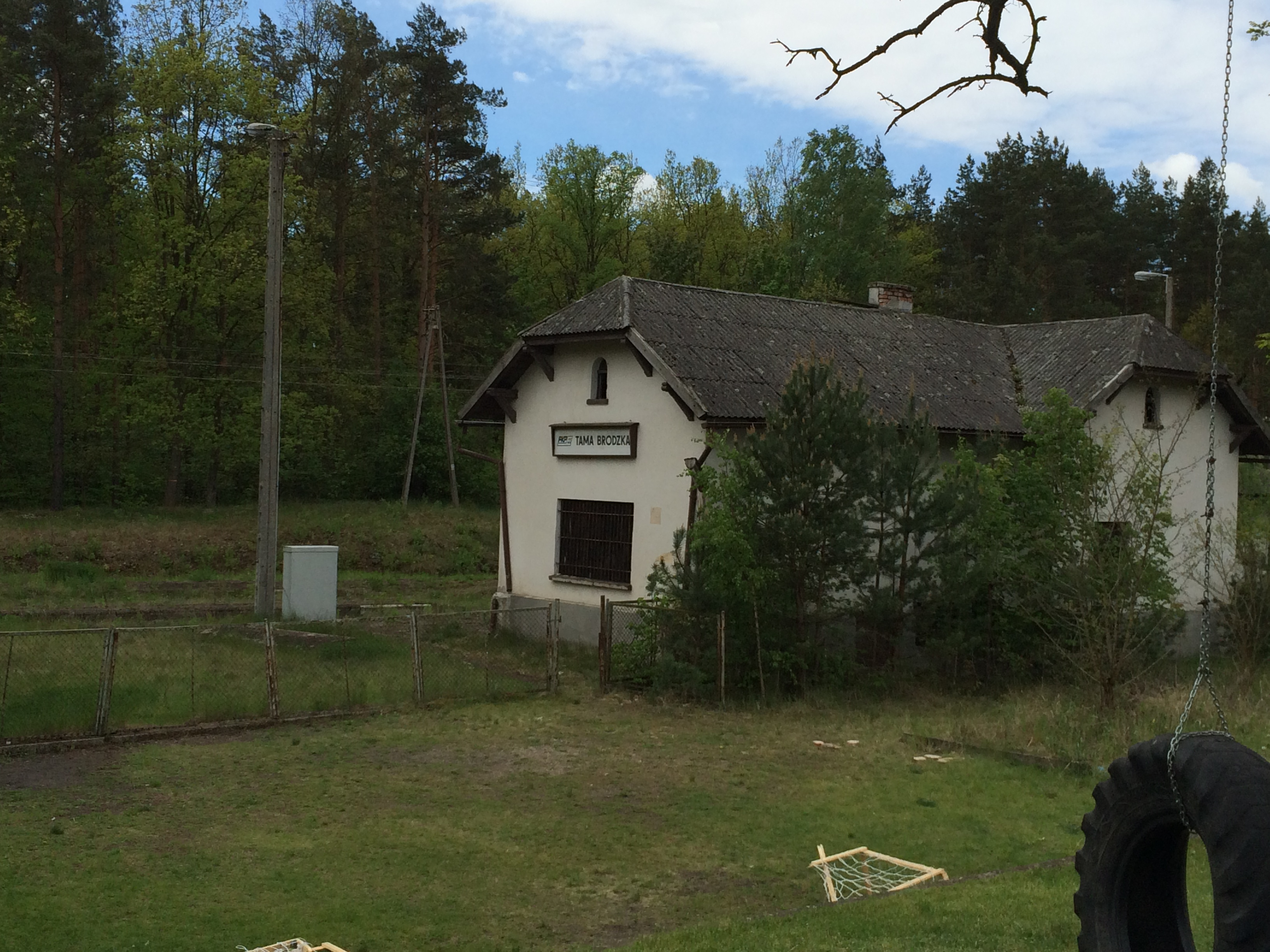
Voormalig treinstation Tama Brodzka

In Tama Brodzka was een station, met verbindingen naar Iława, Brodnica en Działdowo. 

## Sport en recreatie
- Door deze plaats loopt de Europese wandelroute E11. De E11 loopt van Den Haag naar het oosten, op dit moment de grens Polen/Litouwen. Ter plaatse komt de route van het westen vanuit Brodnica. De route vervolgt nog een km naar het oosten, en ten oosten van het Bachotek meer en het Ciche meer en veel bossen naar het noorden richting Górale.